# Coppa del Baltico 1938
L'edizione 1938 della Coppa del Baltico fu l'ottava del torneo e fu vinta dalla Estonia, giunta al suo terzo titolo.

## Formula
Il torneo fu disputato su un girone con gare di sola andata giocate tutte a Tallinn nel giro di tre giorni: erano assegnati due punti alla vittoria, uno al pareggio e zero alla sconfitta.

## Classifica finale
| Pos. | Squadra  | Pt | G | V | N | P | GF | GS | DR |
| ---- | -------- | -- | - | - | - | - | -- | -- | -- |
| 1.   | Estonia  | 3  | 2 | 1 | 1 | 0 | 4  | 2  | +2 |
| 2.   | Lettonia | 2  | 2 | 0 | 1 | 0 | 2  | 2  | +0 |
| 3.   | Lituania | 1  | 2 | 0 | 1 | 1 | 2  | 4  | -2 |

## Risultati
| Arbitro: | Friedrich Bouillon |

|                                |           |            |
| Veidemann 40’, 69’ Uukkivi 69’ | Marcatori | 72’ Šurkus |

| Arbitro: | Friedrich Bouillon |

|            |           |                 |
| Krupšs 87’ | Marcatori | 28’ Jaškevičius |

| Arbitro: | Friedrich Bouillon |

|          |           |              |
| Kass 12’ | Marcatori | 49’ Raisters |